# アル・ジャラア・ビルの破壊
2021年5月15日、イスラエル国防軍がハマースが使用していたとしてアル・ジャラア・ビルという複合施設を爆撃した。これを本頁ではアル・ジャラア・ビルの破壊（アル・ジャラア・ビルのはかい）とする。

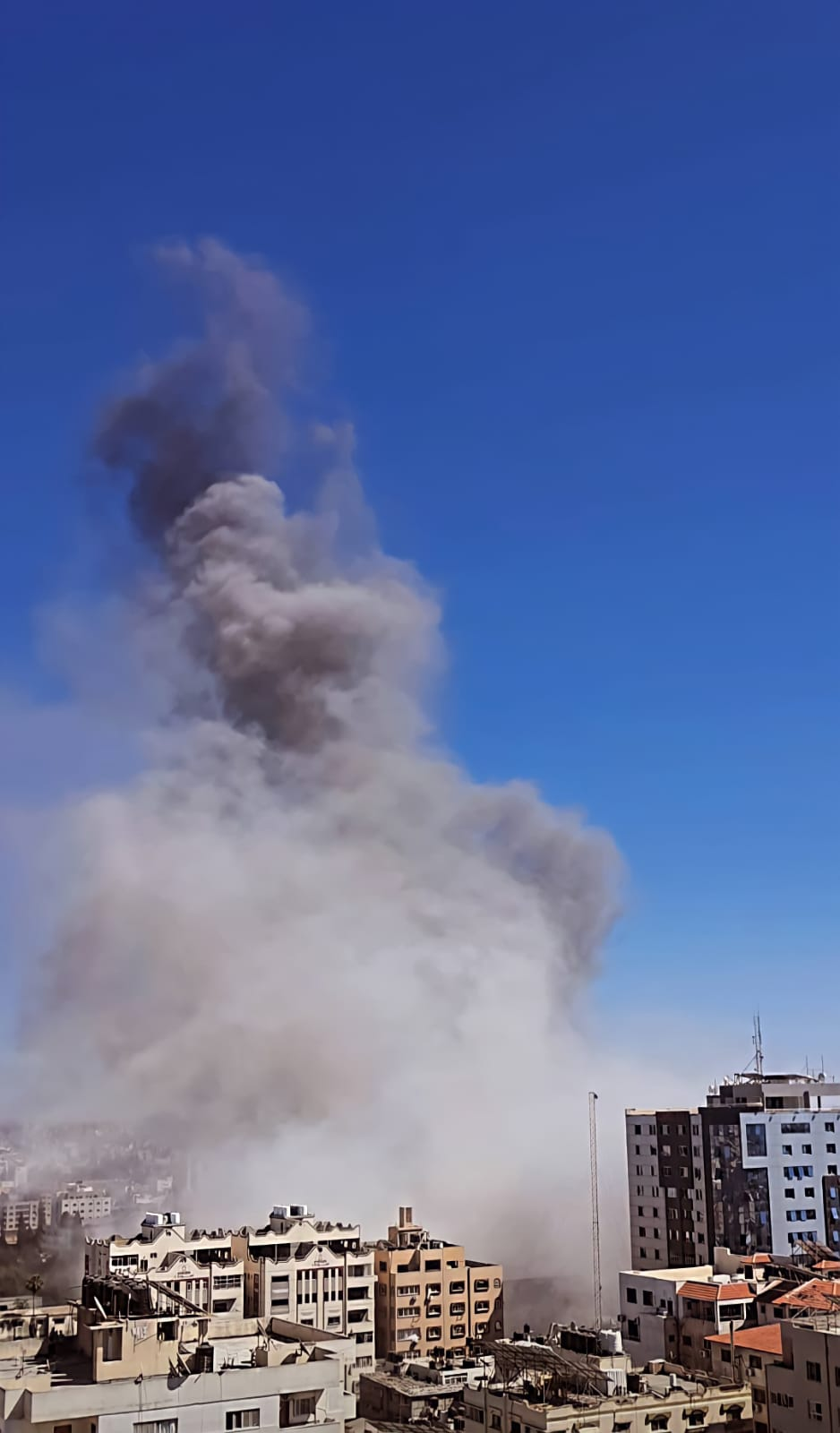
イスラエル軍の空爆後、倒壊したビルから立ち上る煙（2021年5月15日）

イスラエル側は空爆後建物内から戦闘員がいることを確認したとされているが、ビルで働いていたジャーナリストたちは否定している。イスラエル当局は自らの主張を裏付ける証拠を持っているとしているが、まだその証拠を公表していない。ビル内では、アルジャジーラやAP通信などの主要な報道機関がオフィスを構えていたため、世界的な論争を引き起こした。
イスラエルは事前に建物の居住者に警告を発していたため、住人は安全に避難することができた。

## 建物について
建物は11階建てで、オフィスと約60戸の居住用アパートが入っていた。

## 破壊
5月15日、イスラエル国防軍（IDF）はガザのアル・ジャラア・ビルを攻撃した。このビルにはアルジャジーラ、AP通信、アーンスト・アンド・ヤングなどのメディアがオフィスを構えていた。イスラエル軍の司令官は、このビルに外国のメディアが入居していることを把握していなかったと報じられている。午後1時40分、シン・ベト（イスラエルの防諜機関）とIDFは、ビルにいると確認されている市民やジャーナリストに対して電話やテキストメッセージで警告を送り、攻撃が差し迫っているため避難するよう伝えた。その後すぐに、2、3発のミサイルが警告システム「ルーフ・ノッキング」の一環としてビルの上部に命中した。ビルの所有者は攻撃の中止を求めてイスラエル当局に連絡し、ジャーナリストたちは機材を移動させるためにもっと時間が必要だとIDFに通知した。通知を受けて、イスラエルの軍事情報はアル・ジャラア・ビルに外国メディアが存在していることに関する情報はないと返答した。新たな情報を1時間議論した後、イスラエル軍当局は、ジャーナリストたちが人間の盾として利用されているとの見解のもと、攻撃を続行することを決定した。そして、ビルには3発のミサイルが命中した。
IDFは、ビルにはハマースの軍事情報機関の保有する資金があったとしている。このビルを15年間使用していたAP通信社によれば、ハマースがこのビルにいるのを見たことがないという。5月16日、イスラエルは、ハマースが建物内で活動していた証拠を米国に示したと発表した。アントニー・ブリンケン米国務長官は、ハマースがビルを拠点に活動している証拠を見たことはないと述べたが、米国務省高官は後に、「そのような情報は、国務長官に直接ではなく、政権内の他の人物に提供されるだろう」と述べ、ブリンケンの発言はあくまで個人の主張に過ぎないと述べた。5月18日、ブリンケン国務長官は、「情報ルートを通じてさらなる情報を得たと私は理解しているが、それについてコメントすることはできない」と述べた。後に公表されたところによると、イスラエル軍の誘導爆弾のGPS受信を妨害することで動作を妨害することを目標に、高度な電子戦用装置を多数運用するハマースの情報部隊がこのビルに拠点を置いていた、とイスラエル国防軍は考えていたという。6月1日、イスラエルはアメリカ政府に情報を提供したと発表したが、その情報は公表しないと述べた。6月7日、イスラエルのギラド・エルダン駐米大使兼国連代表はAP通信の幹部に、ハマースが建物内でイスラエルのアイアンドームを電子的に妨害するシステムを開発していたと語った。

## 反応
この攻撃はジャーナリスト保護委員会によって非難された。 国境なき記者団は、国際刑事裁判所による戦争犯罪の調査を求めた。AP通信のゲーリー・プルイットCEOは、「イスラエル軍がガザにあるAP通信の支局や他の報道機関が入るビルを標的にし、破壊したことにショックを受け、恐怖を感じている」と述べた。さらに、「今日の出来事のせいで、ガザで何が起きているのか、世界はあまり知れなくなるだろう」と付け加え述べている。
アントニオ・グテーレス国連事務総長は不快感を表明し、民間施設への攻撃をやめるようすべての側に警告した。
2021年10月下旬の安全保障会議で、当時空爆を調査していたIDFのニッツァン・アロン少将が講演を行い、空爆の実際の結果に比べて外交・広報面で不釣り合いな損害を与えたとして、空爆をオウンゴールと揶揄した。この空爆の詳細に詳しい別の人物によれば、街頭やハマースの空爆で動揺が増すなか、イスラエル軍と政界の高官たちは、イスラエルの勝利を国民に印象づけられるような何かを探し求めていたという。またウェハダ通りでの空爆もその一環とされている。